# Vireonidae
I Vireonidi (Vireonidae Swainson, 1837) sono una famiglia di uccelli dell'ordine dei Passeriformi, diffusa nel Nuovo Mondo.

## Tassonomia
Comprende i seguenti generi e specie:
- Genere Cyclarhis Swainson, 1824

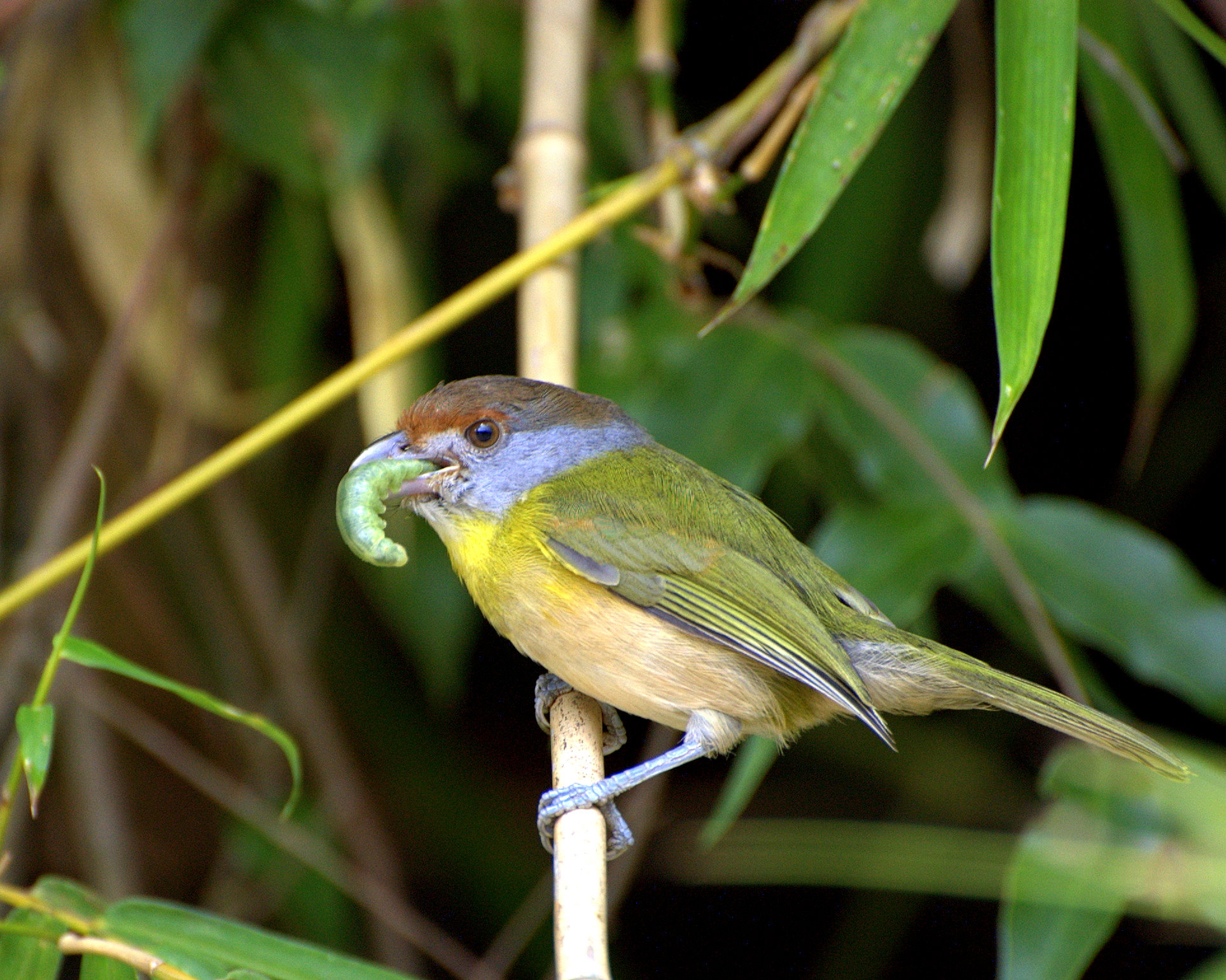
Cyclarhis gujanensis

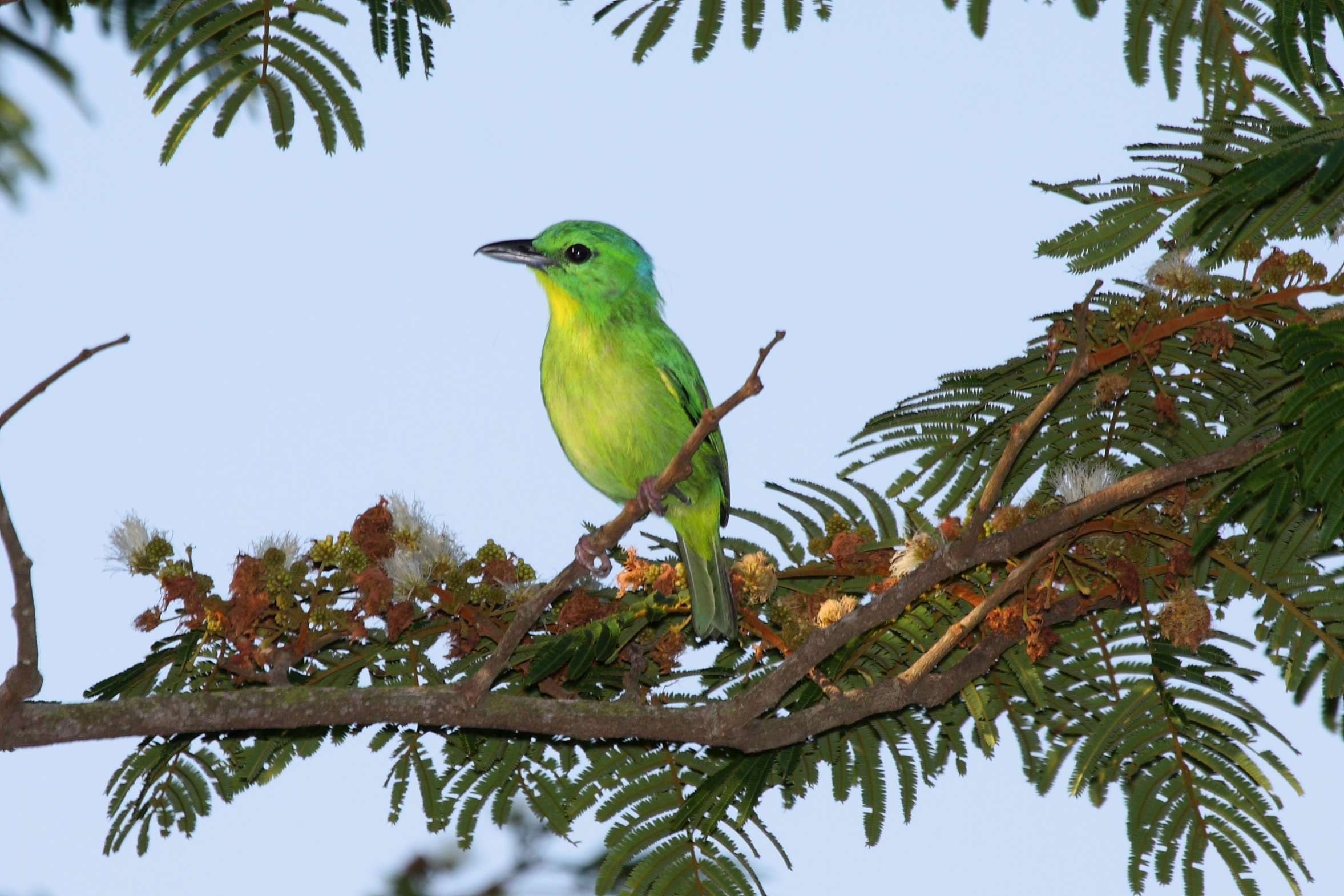
Vireolanius pulchellus

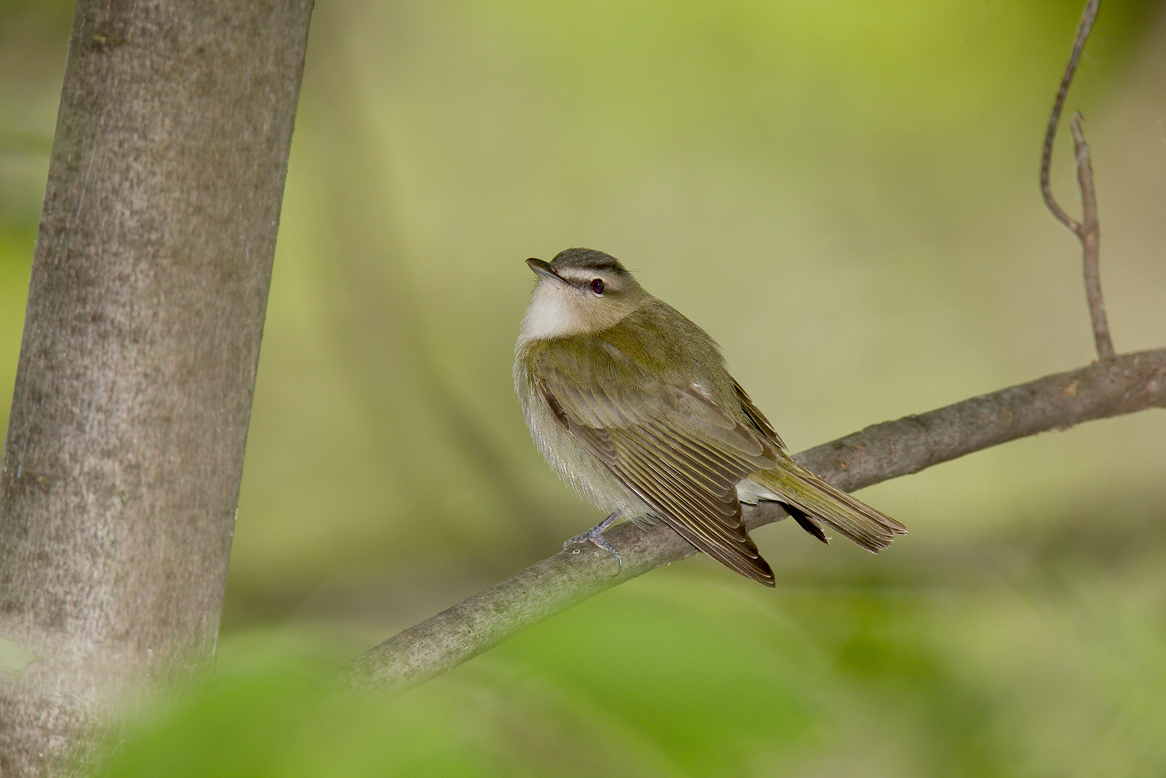
Vireo olivaceus

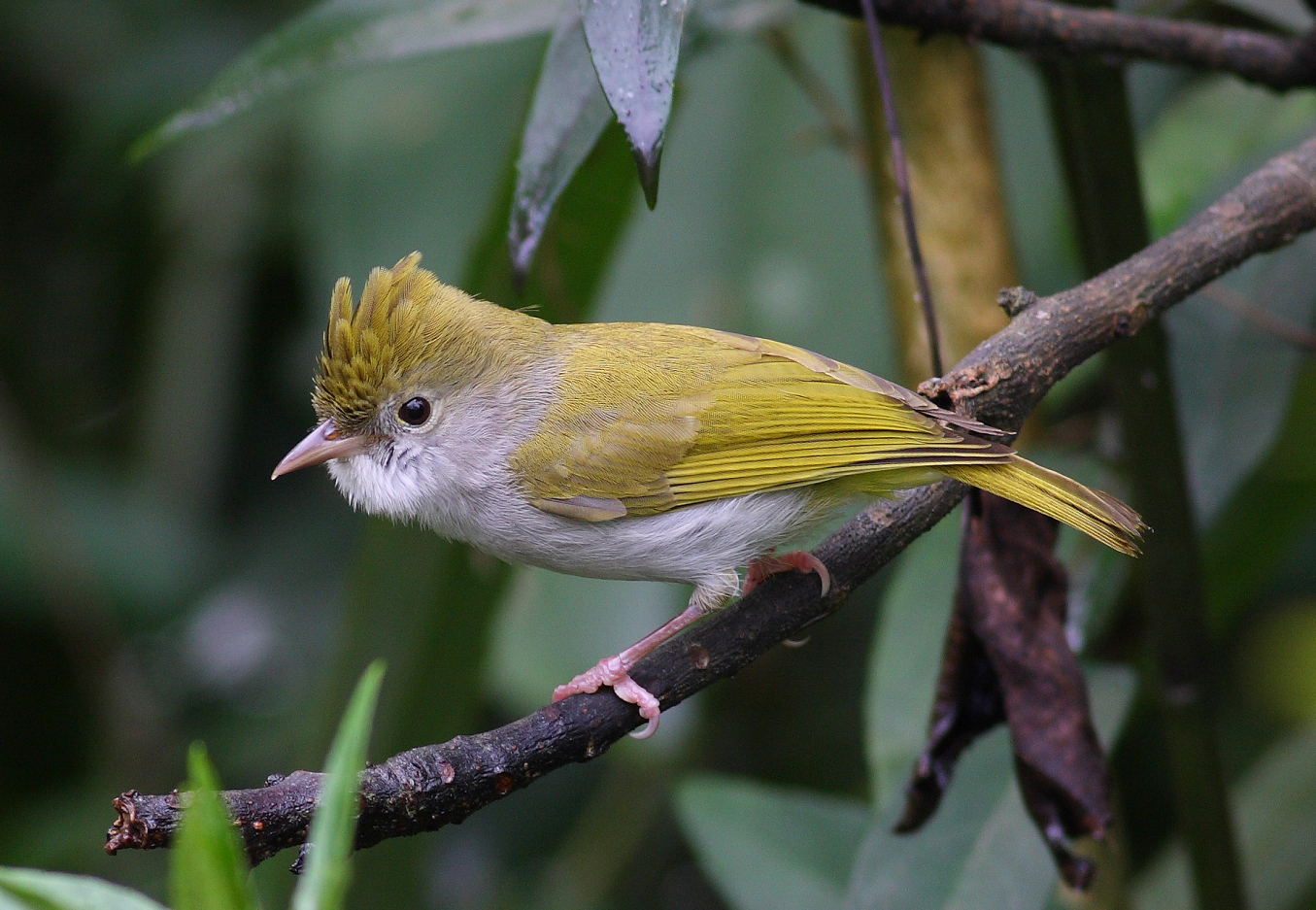
Erpornis zantholeuca

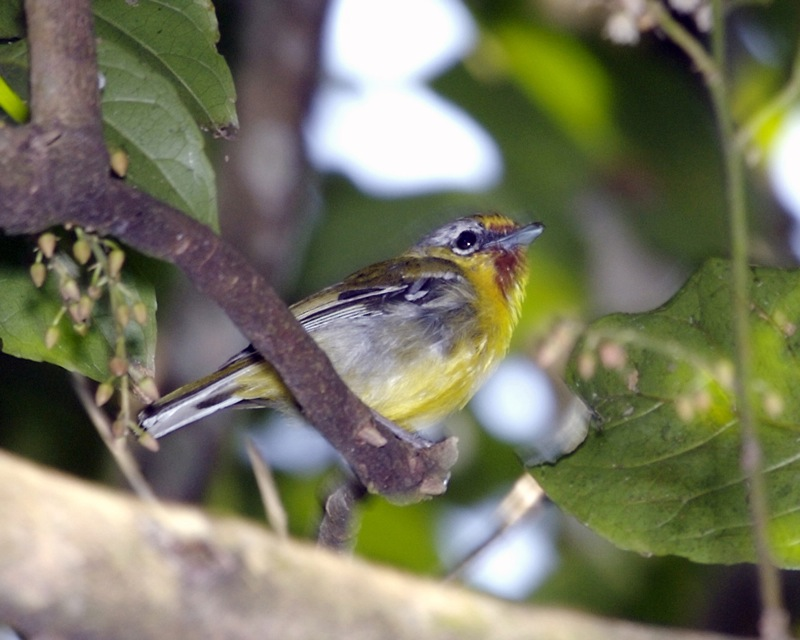
Pteruthius aenobarbus

  - Cyclarhis gujanensis J.F.Gmelin, 1789 - vireo averla cigliarossicce
  - Cyclarhis nigrirostris Lafresnaye, 1842 - vireo averla becconero

- Genere Vireolanius Bonaparte, 1850
  - Vireolanius melitophrys Bonaparte, 1850 - vireo averla fianchicastani
  - Vireolanius pulchellus P.L.Sclater & Salvin, 1859 - vireo averla verde
  - Vireolanius eximius Baird, 1866 - vireo averla cigliagialle
  - Vireolanius leucotis Swainson, 1838 - vireo averla capoardesia

- Genere Vireo Vieillot, 1808
  - Vireo brevipennis P.L.Sclater, 1858 - vireo ardesia
  - Vireo griseus Boddaert, 1783 - vireo occhibianchi
  - Vireo crassirostris H.Bryant, 1859 - vireo beccogrosso
  - Vireo pallens Salvin, 1863 - vireo delle mangrovie
  - Vireo approximans Ridgway, 1884
  - Vireo bairdi Ridgway, 1885 - vireo di Cozumel
  - Vireo caribaeus Bond & Meyer de Schauensee, 1942 - vireo di Saint Andrew
  - Vireo modestus P.L.Sclater, 1861 - vireo della Giamaica
  - Vireo gundlachii Lembeye, 1850 - vireo di Cuba
  - Vireo latimeri Baird, 1866 - vireo di Portorico
  - Vireo nanus Lawrence, 1875 - vireo beccopiatto
  - Vireo bellii Audubon, 1844 - vireo di Bell
  - Vireo atricapilla Woodhouse, 1852 - vireo capinero
  - Vireo nelsoni Bond, 1936 - vireo nano
  - Vireo vicinior Coues, 1866 - vireo grigio
  - Vireo osburni P.L.Sclater, 1861 - vireo dei Blue
  - Vireo flavifrons Vieillot, 1808 - vireo frontegialla
  - Vireo plumbeus Coues, 1866 - vireo piombato
  - Vireo cassinii Xantus, 1858 - vireo di Cassin
  - Vireo solitarius A.Wilson, 1810 - vireo testazzurra
  - Vireo carmioli Baird, 1866 - vireo aligialle
  - Vireo masteri Salaman & Stiles, 1996 - vireo del Chocò
  - Vireo huttoni Cassin, 1851 - vireo di Hutton
  - Vireo hypochryseus P.L.Sclater, 1863 - vireo dorato
  - Vireo gilvus Vieillot, 1808 - vireo canoro
  - Vireo leucophrys Lafresnaye, 1844 - vireo capobruno
  - Vireo philadelphicus Cassin, 1851 - vireo di Filadelfia
  - Vireo olivaceus Linnaeus, 1766 - vireo occhirossi
  - Vireo gracilirostris Sharpe, 1890 - vireo di Noronha
  - Vireo flavoviridis Cassin, 1851 - vireo gialloverde
  - Vireo altiloquus Vieillot, 1808 - vireo baffuto
  - Vireo magister Baird, 1871 - vireo dello Yucatan
  - Vireo chivi Vieillot, 1817
  - Vireo sclateri Salvin & Godman, 1883 - verdello dei tepui

- Genere Hylophilus Temminck, 1822
  - Hylophilus poicilotis Temminck, 1822 - verdello caporossiccio
  - Hylophilus amaurocephalus Nordmann, 1835 - verdello occhigrigi
  - Hylophilus thoracicus Temminck, 1822 - verdello pettolimone
  - Hylophilus semicinereus P.L.Sclater & Salvin, 1867 - verdello pettogrigio
  - Hylophilus pectoralis P.L.Sclater, 1866 - verdello testacenere
  - Hylophilus brunneiceps P.L.Sclater, 1866 - verdello testabruna
  - Hylophilus flavipes Lafresnaye, 1845 - verdello di macchia
  - Hylophilus olivaceus Tschudi, 1844 - verdello olivaceo

- Genere Tunchiornis Slager & Klicka, 2014
  - Tunchiornis ochraceiceps P.L.Sclater, 1860 - verdello capofulvo

- Genere Pachysylvia Bonaparte, 1850
  - Pachysylvia decurtata Bonaparte, 1838 - verdello minore
  - Pachysylvia hypoxantha Pelzeln, 1868 - verdello caposcuro
  - Pachysylvia muscicapina P.L.Sclater & Salvin, 1873 - verdello guancecamoscio
  - Pachysylvia aurantiifrons Lawrence, 1861 - verdello frontedorata
  - Pachysylvia semibrunnea Lafresnaye, 1845 - verdello nucarossiccia

- Genere Erpornis Hodgson, 1844
  - Erpornis zantholeuca Blyth, 1844 - yuhina panciabianca

- Genere Pteruthius Swainson, 1832
  - Pteruthius rufiventer Blyth, 1842 - garrulo averla testanera
  - Pteruthius flaviscapis Temminck, 1836 - garrulo averla cigliabianche
  - Pteruthius ripleyi Biswas, 1960
  - Pteruthius aeralatus Blyth, 1855
  - Pteruthius annamensis Robinson & Kloss, 1919
  - Pteruthius xanthochlorus J.E.Gray & G.R.Gray, 1847 - garrulo averla verde
  - Pteruthius melanotis Hodgson, 1847 - garrulo averla guancenere
  - Pteruthius aenobarbus Temminck, 1836 - garrulo averla frontecastana
  - Pteruthius intermedius Hume, 1877